# Jakobsklausuler
I de såkaldte Jakobsklausuler er de beslutninger sammenfattet vedrørende hedningekristne, som man nåede frem til på Apostelmødet i Jerusalem omkring år 50. Kilderne i Det Nye Testamente hertil findes i Galaterbrevet (Gal. 2,1-10) med Paulus' beretning om mødet, og i Apostlenes Gerninger (Ap.G. 21,25), hvor Lukas gengiver de fire klausuler.
For urmenigheden i Jerusalem rejste der sig et problem ved oprettelsen af nye menigheder i en ikke-jødisk omverden, beboet af hedninger,  en mission der især blev varetaget af Paulus: hvordan skulle jødekristne og hedningekristne kunne leve sammen i fremtiden med hensyn til omskærelse og renhedslovene. Et af resultaterne fra apostelmødet var, at der kunne drives mission blandt hedninger uden krav om omskærelse ...
Men om de hedninger, der er blevet troende, har vi udsendt en skrivelse med bestemmelse om, at de skal vogte sig for kød, der ofres til afguder, og for blod og for kød af kvalte dyr og for utugt. (Ap.G. 21,25)
Muligvis handler disse klausuler om foreløbige retningslinjer for den hedningekristne menighed i Antiokia (Ap.G. 15,22).
Det drejede sig altså om at undgå:
- Kød der ofres til afguder
- Blod
- Kvalte dyr, dvs. dyr hvor blodet ikke har kunnet løbe af.
- Utugt

Sammenlign hertil renhedsforskrifterne efter den gammeltestamentlige jødiske "fremmedlov" 3. Mosebog 18,6-18 der foreskriver et minimum hvad angår den rituelle renhed for ikke-jøder.